# Dietmar Heubrock
Dietmar Heubrock (* 1958) ist ein deutscher Rechtspsychologe.
Heubrock arbeitet als Professor am Institut für Psychologie und Kognitionsforschung (IPK) in Bremen, seit 2007 ist er geschäftsführender Direktor des Bremer Instituts für Rechtspsychologie.
Heubrock befasst sich mit der Prävention von Attentaten und forscht auch zum Thema Profiling, erstellt Analysen bei Bedrohungen von Schulen und berät Behörden bei Verhandlungen mit Geiselnehmern. Er ist als Dozent an Polizeiakademien tätig und schult zu Vernehmungstechniken.

## Werke (Auswahl)
- Dietmar Heubrock, Birgit Biess, Surena Tesfaye Balcha, Minna Fischer:  Der polizeiliche Umgang mit bedrohten Zeugen, Verlag für Polizeiwissenschaft, 2013, ISBN 978-3-86676-254-1
- Dietmar Heubrock, Franz Petermann: Testbatterie zur forensischen Neuropsychologie, Pearson, 2011, ISBN 978-3-943274-02-8
- Dietmar Heubrock, Nadine Donzelmann: Psychologie der Vernehmung, Verlag für Polizeiwissenschaft, 2010, ISBN 978-3-86676-131-5